# Криворожская и Никопольская епархия
Криворожская и Никопольская епархия — епархия Украинской православной церкви Московского патриархата, объединяет приходы и монастыри на территории Апостоловского, Криворожского, Никопольского, Пятихатского, Софиевского, Томаковского, Широковского районов Днепропетровской области.
Кафедральный город — Кривой Рог. Кафедральные соборы — Спасо-Преображенский (Кривой Рог), Спасо-Преображенский (Никополь).

## История
Образована 27 июля 1996 года решением Священного синода Украинской православной церкви выделением из Днепропетровской епархии. Решением Священного Синода от 12 сентября 1996 года епископом Криворожским и Никопольским определено быть архимандриту Ефрему, насельнику Киево-Печерской лавры.
За десять лет количество приходов на территории епархии увеличилось с 85 до 224, а священнослужителей с 98 до 202.
23 декабря 2010 года из Криворожской была выделена Днепродзержинская епархия в пределах центральной части Днепропетровской области.

## Епископы
Криворожское викариатство Днепропетровской епархии
- Порфирий (Гулевич) (8 июля 1928 — 18 сентября 1930).

Криворожская епархия
- Ириней (Середний) (временно управляющий до 12 сентября 1996);
- Ефрем (Кицай) (с 12 сентября 1996).

## Благочиннические округа
- Северный Криворожский городской;
- Южный Криворожский городской;
- Криворожский районный;
- Благочиние больничных храмов г. Кривой Рог[1];
- Никопольский городской;
- Никопольский районный;
- Апостоловский;
- Желтоводский;
- Софиевский;
- Томаковский;
- Широковский;

## Храмы епархии

### Кривой Рог
- Спасо-Преображенский кафедральный собор;
- Свято-Владимирский мужской монастырь;
- Свято-Покровский женский монастырь;
- Свято-Николаевская церковь;
- Храм Рождества Пресвятой Богородицы;
- Вознесенская церковь;
- Покровская церковь (Карнаватка);
- Михайловская церковь (Весёлые Терны).

#### Больничные храмы
- храм иконы Божией Матери «Иверская» при Городской больнице № 1 (приходской);
- храм святого великомученика Пантелеимона Целителя при Городской клинической больнице № 2;
- храм иконы Божией Матери «Всецарица» при Областном онкологическом диспансере;
- храм иконы Божией Матери «Нечаянная Радость» при Городской больнице № 9;
- храм иконы Божией Матери «Скоропослушница» при Межобластном центре медицинской генетики и пренатальной диагностики;
- часовня великомученика Пантелеимона Целителя при Городской больнице № 3;
- часовня преподобного Ипатия Целебника при Городской клинической больнице № 8;
- часовня святителя Луки Крымского при Криворожской центральной районной больнице.

### Никополь
- Спасо-Преображенский собор (Никополь).